# Струкова, Вера Владимировна
Вера Владимировна Струкова (в браке — Волкова; 6 августа 1981) — российская футболистка, защитница. Мастер спорта России (1997). Выступала за сборную России.

## Биография
Воспитанница молодёжных команд воронежской «Энергии», первый тренер — Сергей Анатольевич Томилин. С 15-летнего возраста начала играть за основную команду «Энергии» в высшей лиге России. Всего в составе клуба провела 9 сезонов, сыграв 136 матчей и забив 12 голов (по другим данным — 170 игр и 19 голов). Чемпионка (1997, 1998, 2002, 2003), серебряный (1996, 1999, 2000, 2001) и бронзовый (2004) призёр чемпионата России, обладательница (1996, 1997, 1999, 2000, 2001) и финалистка (1998, 2003) Кубка России. В начале 2000-х годов была капитаном «Энергии». Включалась в списки 33-х лучших футболисток России. Включена в символическую сборную «Энергии» за 20 лет. По окончании сезона 2004 года завершила спортивную карьеру.
В сезоне 1997/98 выступала в Германии за клуб «СВ Клинге Зеках».
Выступала за национальную сборную России. Участница чемпионата мира 2003 года, на котором сыграла все 4 матча своей команды и стала четвертьфиналисткой.

## Личная жизнь
После окончания игровой карьеры вышла замуж, фамилия в браке — Волкова. Имеет троих детей. Работала в Сбербанке в г. Воронеже.